# HD 18445
| HD 18445 / Gl 120.1 / HIP 13769 | HD 18445 / Gl 120.1 / HIP 13769              |
| --- | -------------------------------------------- |
| Beobachtungsdaten Äquinoktium: J2000.0, Epoche: J2000.0 |                                              |
| Sternbild | Fornax                                       |
| Rektaszension | 02h 57m 15s                                  |
| Deklination | −24° 58′,1                                   |
| Astrometrie |                                              |
| Parallaxe | ca. 40 mas                                   |
| Entfernung | ca. 80 Lj ca. 25 pc                          |
| Einzeldaten |                                              |
| Scheinbare Helligkeit | A: ca. 8,0 mag B: ca. 8,2 mag C: ca. 7,8 mag |
| Spektralklasse | AB: K1/K2 V C: K V + K V                     |
| Bezeichnungen und Katalogeinträge |                                              |
| ADS 2242 • WDS 02572-2458 • HD 18445 • Gl 120.1 • HIP 13769 AB: β 741 • CD −25° 1169 • SAO 168181 • TYC 6437-958-1 C: CD −25° 1168 • SAO 168180 • TYC 6437-959-1 |                                              |

HD 18445 / Gl 120.1 / HIP 13769 ist ein etwa 80 Lichtjahre von der Erde entferntes Sternsystem im Sternbild Fornax.
Es besteht aus zwei K-Zwergen mit einer Umlaufperiode von ca. 150 Jahren und einer etwa 30″ von diesem System entfernten Komponente C, die zunächst als spektroskopisches Doppelsystem erkannt wurde und später mit Hilfe von adaptiver Optik und dem Canada-France-Hawaii Telescope in Einzelsterne aufgelöst werden konnte. Die beiden Komponenten von C haben eine Umlaufperiode von 1,5 Jahren.